# Галимов, Акрам Миннегалиевич
Акрам Миннегалиевич Галимов (тат. Әкрам Галимов, каз. Әкірам Ғалимов; 17 ноября 1892, Акмолинск, Акмолинский уезд — 17 августа 1913, Троицк, Российская Империя) — казахский поэт татарского происхождения, драматург, педагог, переводчик, журналист. Писал произведения на татарском и казахском языках.

## Биография
Родился 17 ноября 1892 года в городе Акмолинск (ныне Астана) Акмолинского уезда Российской Империи.
Окончил начальное отделение медресе «Расулия» в Троицке (1905).
С 1911 по 1913 год работал ответственным секретарем в первом казахском журнале «Айкап», выходившем в городе Троицк, где вёл разнообразную организационную работу. В частности, подвергал критике отсталость казахского народа и выступал за его просвещение. Так в 1913 году была написана одноактная комедия антиклерикального характера «Вопрос о масле, или Глупый мулла» (тат. Май мәсьәләсе, яхуд Аңгыра), которая была поставлена на сцене самодеятельного театра в городе Костанай. Переводил на казахский язык произведения татарских, русских и западноевропейских авторов.
Также печатался в журналах «Шура», «Айкап», «Акмулла», «Кармак» и газете «Идель» под псевдонимом «Чала татары» и «Кара туры егет».
Скончался 17 августа 1913 года в Троицке.

## Пьесы

#### На татарском языке
- 1913 — «Май мәсьәләсе, яхуд Аңгыра мулла»
- 1913 — «Бәхетсез сылу»

#### На казахском языке
- 1911 — «Өкініш».
- 1912 — «Қыс».
- 1912 — «Бейшара қыз».
- 1912 — «Жастық жемістері».